# Lerista gascoynensis
Lerista gascoynensis är en ödleart som beskrevs av  Storr 1986. Lerista gascoynensis ingår i släktet Lerista och familjen skinkar. Inga underarter finns listade i Catalogue of Life.